# Sexy Ladies
Sexy Ladies är den ledande singeln från R&B-sångaren Ray Js soundtrack-album For the Love of Ray J. Sången släpptes den 24 februari 2009 och blev skivans första och enda singel-release. 
Låten hade aldrig någon stor framgång på musiklistorna med undantag för en 15:e placering på Tysklands singellista German Black Chart.

## Listor
| Lista (2008/2009)              | Topplacering |
| ------------------------------ | ------------ |
| US Billboard R&B/Hip-Hop Songs | 73           |
| German Black Chart             | 15           |